# ササクレ
「ササクレ」は、夏川椎菜の楽曲。2ndライブツアー「MAKEOVER」で発表された。2022年7月18日に配信が開始、同年11月9日にシングルとして発売された。

## リリース
6枚目のシングルとして2022年11月9日にミュージックレインから発売された。初回生産限定盤にはミュージック・ビデオを収録したDVDが同梱されている。

## 収録曲
| 全作詞: 夏川椎菜。 |                               |           |            |      |
| #                  | タイトル                      | 作詞      | 作曲・編曲 | 時間 |
| 1.                 | 「ササクレ」                  | 夏川椎菜  | 山田竜平   | 4:06 |
| 2.                 | 「passable :(」               | 夏川椎菜  | 川口圭太   | 4:20 |
| 3.                 | 「ササクレ」(Instrumental)    | 夏川椎菜  |            | 4:06 |
| 4.                 | 「passable :(」(Instrumental) | 夏川椎菜  |            | 4:17 |
| 合計時間:          | 合計時間:                     | 合計時間: | 16:49      |      |

| #  | タイトル                          | 作詞 | 作曲・編曲 |
| -- | --------------------------------- | ---- | ---------- |
| 1. | 「ササクレ」(Music Video)         |      |            |
| 2. | 「ササクレ」(TV SPOT 15sec+30sec) |      |            |